# Poltergeist (musikalbum)
Poltergeist är ett album utgivet 2020 av det svenska hårdrocksbandet Mindless Sinner.

## Låtlista
1. Poltergeist (04:58)
2. Heavy Metal Mayhem (04:36)
3. Valkyrie (05:12)
4. World Of Madness (04:57)
5. The Road To Nowhere (05:37)
6. Rewind The Future (04:51)
7. The Rise And The Fall (04:13)
8. Hammer Of Thor (04:46)
9. Altar Of The King (05:14)
10. Roll The Dice (04:47)

## Medverkande
- Sång: Christer Göransson
- Gitarr: Magnus Danneblad
- Gitarr: Jerker Edman
- Bas: Christer Carlson
- Trummor: Tommy Viktorsson